# Егг-ан-дер-Гюнц
Егг-ан-дер-Гюнц (нім. Egg an der Günz) — громада в Німеччині, знаходиться в землі Баварія. Підпорядковується адміністративному округу Швабія. Входить до складу району Унтеральгой. Складова частина об'єднання громад Бабенгаузен.
Площа — 20,65 км2. Населення становить 1221 ос. (станом на 31 грудня 2020).

## Галерея

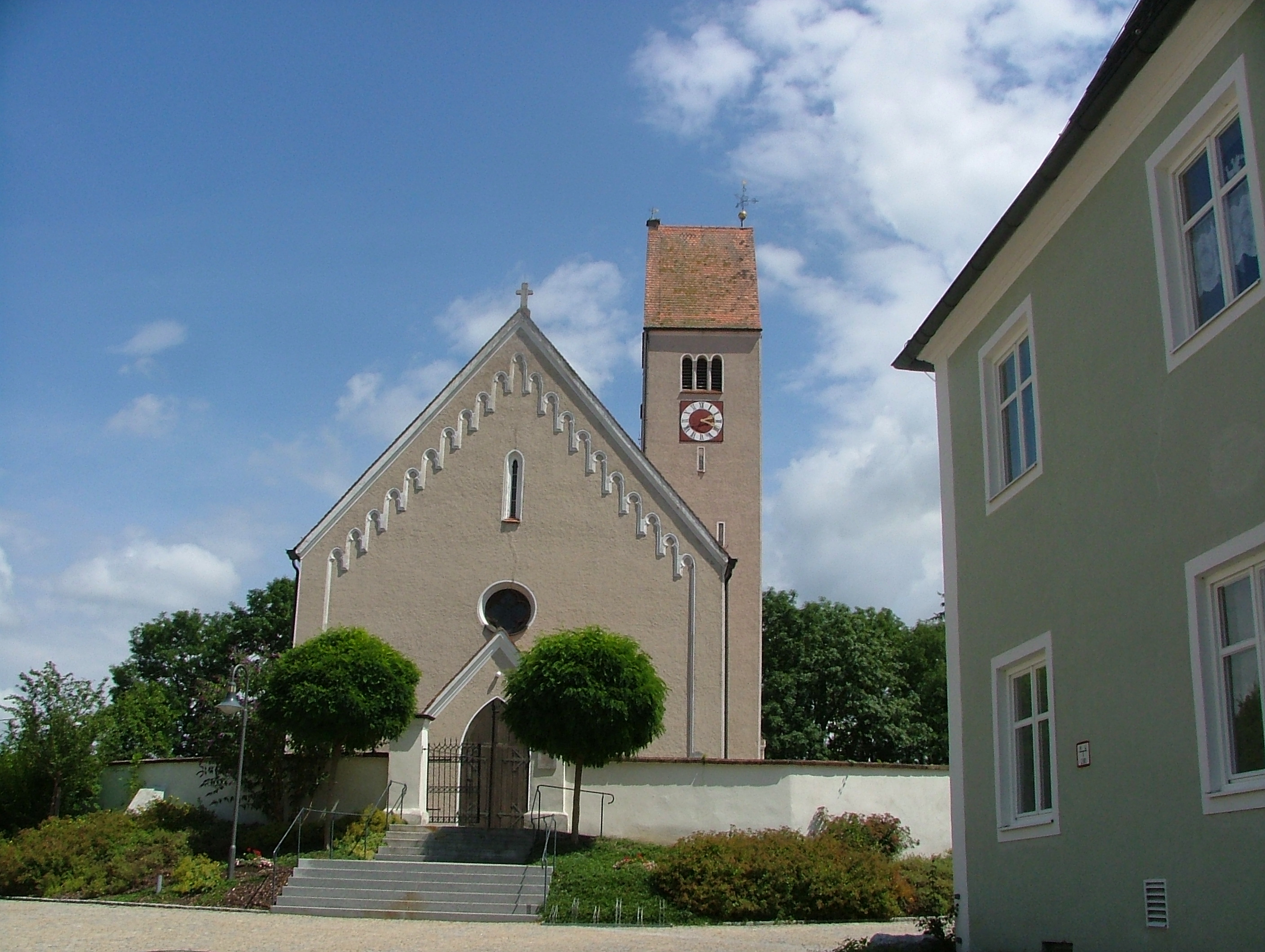
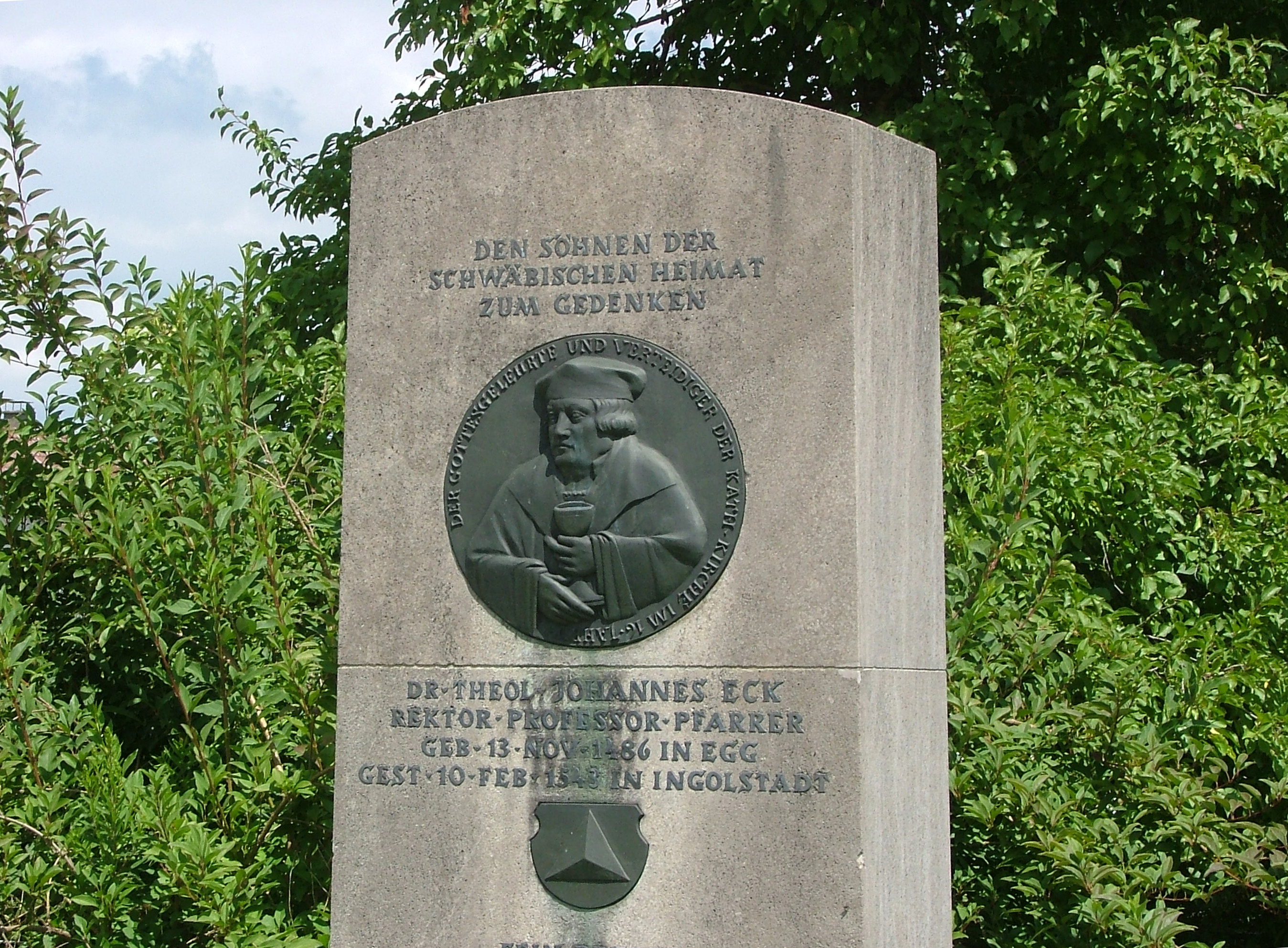